# Conférence de Berlin (1890)
Ne doit pas être confondu avec Congrès de Berlin.
Pour les articles homonymes, voir Conférence de Berlin (homonymie).
La première conférence internationale concernant le règlement du travail dans les établissements industriels et dans les mines se tient à Berlin du 15 au 29 mars 1890 à l'invitation de l'empereur allemand Guillaume II et avec le soutien du pape Léon XIII.

## Contexte social
Dans la plupart des pays industrialisés européens, les années 1880-1890 sont marquées par de très nombreuses grèves ouvrières, comme en témoigne, depuis Berlin, le correspondant du journal Le Figaro le 13 mai 1889 :

« La journée de dimanche s'est passée dans un calme relatif. Le gouvernement continue à observer officiellement une neutralité absolue, se contentant de faire donner la troupe quand il s'agit de rétablir l'ordre. Mais les esprits sont très montés en Westphalie et les mineurs en arrivent à demander aux curés de bénir les drapeaux rouges.
Je crois savoir que ce qui inquiète le plus au ministère de l'intérieur, ce sont les grèves qui éclatent dans toute l'étendue de l'Empire. Je vous ai parlé de la grève des brasseurs de Hambourg. Mais à Berlin, les maçons, les couvreurs, les ébénistes, les menuisiers et les chaudronniers entrent dans le mouvement. A Wurzbourg, tous les ouvriers du bâtiment sont en grève. On craint une grève générale pour le mois de juin.
Les nouvelles du district minier devenant plus mauvaises, il y a eu séance du Conseil des ministres, aujourd'hui, sous la présidence du prince de Bismarck. L'Empereur assistait à la séance et il y a été décidé que l'on ferait venir à Berlin des délégués des ouvriers et des patrons.
Jusqu'à présent toute entente a été impossible. Des bandes d'ouvriers parcourent la campagne. On craint que les grévistes ne détruisent les ouvrages hydrauliques de la Ruhr qui desservent toute la région. »

— Le Figaro (13 mai 1889) - Les grèves en Westphalie

## Origine: Projet initial de conférence internationale à Berne
Avant même que n'apparaissent ces tensions revendicatives, l'idée d'une conférence internationale permettant d'harmoniser les pratiques sociales au niveau européen apparaît en Suisse dès 1876, ceci afin de limiter les distorsions de concurrence entre industriels de différents États appliquant des règles différentes. En France, dans son discours à la Chambre des députés du 25 janvier 1884, Albert de Mun, alors monarchiste mais porteur des revendications sociales, demande en vain au gouvernement Jules Ferry de se rallier à la position réitérée par la Suisse en se plaçant dans une perspective internationale,. 
En définitive, les pays réticents comme la France finissent par se rallier à l'idée d'une conférence proposée en 1889 par la Suisse, pour se tenir à Berne, étant entendu qu'elle ne présentera pas de caractère contraignant.
D'abord prévue au mois de septembre 1889, la conférence de Berne est reportée au 5 mai 1890, avec une proposition de programme de travail, sous forme de nombreuses questions, portant sur 6 points ainsi formulés :
- Interdiction du travail du dimanche,
- Fixation d'un âge minimum pour l'admission des enfants dans les fabriques,
- Fixation d'une durée maximum de la journée pour les jeunes ouvriers,
- Interdiction d'occuper les jeunes gens et les femmes dans les exploitations particulièrement nuisibles à la santé ou dangereuses,
- Restriction du travail de nuit pour les jeunes gens et les femmes,
- Exécution des dispositions adoptées.

## Le rescrit de l'Empereur Guillaume II et le choix de Berlin
Mais, dans le contexte du climat social tendu qui règne particulièrement en Allemagne, le jeune empereur Guillaume II adresse, le 4 février 1890, une ordonnance impériale (dite rescrit) à son Chancelier, Bismarck, lequel devait peu de temps après être démis de ses fonctions du fait de son incapacité à gérer la crise . Un texte qui témoigne de la volonté sociale d'apaisement du nouveau souverain :

« Je suis résolu à prêter les mains à l'amélioration du sort des ouvriers allemands, dans les limites qui sont fixées à ma sollicitude par la nécessité de maintenir l'industrie allemande dans un état tel qu'elle puisse soutenir la concurrence sur le marché international et d'assurer par là son existence ainsi que celle des ouvriers. La décadence de l'industrie allemande, par la perte de ses débouchés étrangers, priverait de leur pain non seulement les patrons, mais encore leurs ouvriers. Les difficultés qui s'opposent à l'amélioration du sort de nos ouvriers et qui proviennent de la concurrence internationale, ne peuvent être, sinon surmontées, du moins diminuées, que par l'entente internationale des pays qui dominent le marché international. Convaincu que d'autres Gouvernements sont également animés du désir de soumettre à un commun examen les tentatives au sujet desquelles les ouvriers de ces pays ont déjà entamé entre eux des négociations internationales, je veux que, pour commencer, mes représentants officiels en France, en Angleterre, en Belgique et en Suisse, posent officiellement la question de savoir si les Gouvernements sont disposés à entrer en négociations avec nous, dans le but d'amener une entente internationale sur la possibilité de donner une satisfaction aux besoins et aux désirs des ouvriers, qui ont trouvé une expression au cours des grèves des dernières années et dans d'autres circonstances. Dès que mes idées auront été approuvées, je vous charge de convoquer tous les Gouvernements qui s'intéressent dans la même mesure à la question ouvrière, à prendre part à une conférence qui délibérera sur les questions soulevées.
Berlin, le 4 février 1890.
GUILLAUME, Imperator Rex. »

Devant cette concurrence inattendue, la Suisse choisit  l'efficacité en se ralliant à l'idée d'une conférence présentée comme d'initiative allemande. Celle-ci se tient donc finalement à Berlin, entre le 15 et le 29 mars 1890. 

## Préparation et déroulement
La conférence réunira les représentants des quinze principaux États industriels de l'Europe (Allemagne, Autriche-Hongrie, Belgique, Danemark, Espagne, France, Grande-Bretagne, Italie, Luxembourg, Pays-Bas, Portugal, Suède et Norvège, Suisse). La Russie n'est pas jugée comme suffisamment industrialisée pour être invitée à participer.
Le programme reprend sensiblement le projet helvétique, en y ajoutant un chapitre spécifique sur les mines : l'extraction houillère est un secteur-clé car il conditionne la disposition en énergie de chaque pays. Il s'agit d'une demande de l'Allemagne, qui s'ajoute à une récente décision de Guillaume II d'instaurer une limitation de la journée de travail à 8 heures, deux propositions qui ne manquent pas de provoquer un débat en France sur les arrière-pensées de l'Empereur. Ainsi, à peine plus d'une semaine avant que débutent les travaux, le député Francis Laur déclare devant la Chambre : 

« (...) la défense nationale de l'Allemagne est compromise par l'abaissement de sa production charbonnière et par des grèves qui, si elles se produisaient simultanément en Silésie et en Westphalie, pourraient empêcher, d'une façon absolue, la mobilisation de l'armée allemande il un moment donné. Sous la question inoffensive de la Conférence, vous voyez donc déjà poindre la question militaire.
L'empereur d'Allemagne s'est préoccupé passionnément de cette situation. (...) et, malgré cela, imprudemment peut-être, il a pris l'initiative extraordinairement grave de permettre la limitation des heures de travail à huit heures dans ses mines fiscales.
Cette limitation a été également adoptée, malgré les exploitants, dans le bassin de la Westphalie de sorte qu'aujourd'hui on se trouve en présence d'une expérience sociale faite sur une grande échelle, dans un pays producteur de houille par excellence, et portant sur la limitation des heures de travail. Quelle a été son influence sur la production en charbon, et par conséquent sur la défense nationale?
Voilà ce qui a surpris et désorienté l'empereur d'Allemagne. La Conférence de Berlin n'est pas autre chose que le moyen de réparer, dans la mesure du possible, la faute économique commise par l'Empereur. »

— Francis Laur - Séance du 6 mars 1890
La délégation française est conduite par le sénateur Jules Simon, qui respectera scrupuleusement la ligne définie au préalable par le Ministre des Affaires étrangères, Eugène Spuller, comme précisée dans sa lettre à l'Ambassadeur de France à Berlin : outre le caractère technique et purement théorique que doit conserver la Conférence, il n'est pas question de traiter de la limitation de la journée de travail, au moins en ce qui concerne les adultes. Selon le journal Le Temps, avant sa désignation officielle, Jules Simon ne se fait aucune illusion sur les résultats à attendre de la Conférence :

« (...) les reporters ont vu là une admirable matière à mettre en interview : l'un est allé voir M. Jules Simon, dont on avait parlé comme délégué français et qui ne croit pas qu'on ait jamais songé à lui. Il faut, a-t-il dit, pour cette « parlotte » car, à ses yeux, cela ne peut être autre chose, un homme sans caractère politique. Il ne croit pas qu'il en sorte grand'chose, car elle tend au socialisme d'Etat, c'est-à-dire au communisme, dont la France ne veut sous aucune forme. »

Du côté allemand, la délégation est conduite par le Ministre du Commerce et de l'Industrie, le baron de Berlepsch. Une nomination très symbolique car ce dernier est gouverneur de Rhénanie pendant les grèves : il parvient à y éviter la violence et à s'attirer la sympathie des ouvriers.
Cette délégation comprend, en troisième position parmi ses neuf membres, le prince-évêque de Breslau, Msg Kopp : il s'agit d'une nouvelle initiative de Guillaume II, dont il informe officiellement le pape Léon XIII le 8 mars et en reçoit un plein appui la veille de l'ouverture de la Conférence  :

« Majesté,
Nous rendons grâce à Votre Majesté de la lettre qu'elle a bien voulu nous écrire pour nous intéresser à la Conférence internationale qui va se réunir à Berlin dans le but de chercher les moyens d'améliorer la condition des classes ouvrières.
(...) Sans nul doute, l'action combinée des gouvernements contribuera puissamment à l'obtention de la fin tant désirée. La conformité des vues et des législations, pour autant du moins que le permettent les conditions différentes des lieux et des pays, sera de nature à avancer grandement la question vers une solution équitable. Aussi ne pourrons-nous qu'appuyer hautement toutes les délibérations de la Conférence qui tendront à relever la condition des ouvriers, comme, par exemple, une distribution de travail mieux proportionnée aux forces, à l'âge et au sexe de chacun, le repos du jour du Seigneur, et en général tout ce qui empêchera que l'on exploite le travailleur comme un vil instrument, sans égard pour sa dignité d'homme, pour sa moralité, pour son foyer domestique. 
Cependant il n'a pas échappé à Votre Majesté que l'heureuse solution d'une question aussi grave requérait, outre la sage intervention de l'autorité civile, le puissant concours de la religion et la bienfaisante action de l'Église. Le sentiment religieux, en effet, est seul capable d'assurer aux lois toute leur efficacité, et l'Évangile est le seul Code où se trouvent consignés les principes de la vraie justice, les maximes de la charité mutuelle qui doit unir tous les hommes comme enfants du même Père et membres de la même famille. La religion apprendra donc au patron à respecter dans l'ouvrier la dignité humaine et à le traiter avec justice et équité elle inculquera dans la conscience du travailleur le sentiment du devoir et de la fidélité et le rendra moral, sobre et honnête.
C'est pour avoir perdu de vue, négligé et méconnu les principes religieux, que la société se voit ébranlée jusque dans ses fondements les rappeler et les remettre en vigueur est l'unique moyen de rétablir la société sur ses bases et de lui garantir la paix, l'ordre et la prospérité. Or, c'est la mission de l'Église de prêcher et de répandre dans le monde entier ces principes et ces doctrines à elle, par conséquent, il appartient d'exercer une large et féconde influence dans la solution du problème social. 
(...) »

— Pape Léon XIII, Vatican, le 14 mars 1890.
Mais cet appui ne peut compenser l'échec du projet impérial d'extension internationale de la réduction à 8 heures de la journée de travail. Bien que pondérée, la résistance de la France et d'autres puissances se fait sentir sur les questions du repos dominical, de la limitation du temps de travail des adultes, de l'application effective des recommandations. Cependant, les délégations travaillent en commissions sur chacun des thèmes (en adoptant le français comme langue des discussions et des actes de la Conférence) et aboutissent partout au consensus qui permettra le satisfecit final. 
La Commission du travail dans les mines remet un rapport détaillé de ses travaux et échanges. Outre les questions de sécurité, la question des grèves est abordée, ainsi que les moyens préconisés pour faire face aux conséquences de la rupture des approvisionnements en charbon. Peut-on prévoir non seulement des stocks importants, mais une coopération internationale permettant de recourir au charbon des voisins ? Ce type de question est abordé mais supplanté par des exposés sur les bénéfices apportés par la négociation et le dialogue, l'arbitrage en cas de conflit et l'échelle mobile des salaires (tous deux mis en place dans les mines du nord de l'Angleterre).

## Protocole final (Texte intégral)
On reproduit ci-dessous le texte final adopté par les quinze délégations :
« Protocole final de la Conférence Internationale concernant le règlement du travail dans les établissements industriels et dans les mines.
Les Soussignés, Délégués des Gouvernements-de Sa Majesté l’Empereur d'Allemagne, Roi de Prusse, de Sa Majesté l'Empereur d'Autriche, Roi de Hongrie, de Sa Majesté le Roi des Belges, de Sa Majesté le Roi de Danemark, de Sa Majesté la Reine-Régente d'Espagne, de la République Française:, de Sa Majesté la Reine de la Grande-Bretagne, de Sa Majesté le Roi d'Italie, de Sa Majesté le Roi des Pays-Bas, en cette qualité et en celle de Grand-Duc de Luxembourg, de Sa Majesté le Roi de Portugal, de Sa Majesté le Roi de Suède et de Norvège et du Conseil Fédéral de la Confédération Suisse, s'étant réunis à Berlin en Conférence pour discuter les questions relatives à la protection des ouvriers et contenues dans le programme qui avait été joint à l'invitation du Gouvernement Impérial d'Allemagne, ont consigné comme résultat de leurs délibérations l'expression des vœux suivants, énoncés la plupart à l'unanimité et les autres à la majorité :

### Règlement du travail dans les mines
Il est désirable:
1° a) que la limite inférieure de l'âge, auquel les enfants peuvent être admis aux travaux souterrains dans les mines, soit progressivement élevée, à mesure que l'expérience en aura prouvé la possibilité, à 14 ans révolus. Toutefois, pour les pays méridionaux, cette limite serait celle de 12 ans.
b) Que le travail sous terre soit défendu aux personnes du sexe féminin.
2° Que, dans les cas où l'art des mines ne suffirait pas pour éloigner tous les dangers d'insalubrité provenant des conditions naturelles ou accidentelles de l'exploitation de certaines mines ou de certains chantiers de mine, la durée du travail soit restreinte. Le soin est laissé à chaque pays d'assurer ce résultat par voie législative ou administrative, ou par accord entre les exploitants et les ouvriers, ou autrement, selon les principes et la pratique de chaque nation.
3° a) Que la sécurité de l'ouvrier et la salubrité des travaux soient assurées par tous les moyens dont dispose la science, et placées sous la surveillance de l'État;
b) que les ingénieurs chargés de diriger l'exploitation soient exclusivement des hommes d'une expérience et d'une compétence technique dûment constatées; 
c) que les relations entre les ouvriers mineurs et les ingénieurs de l'exploitation soient le plus directes possible pour avoir un caractère de confiance et de respect mutuels;
d) que les institutions de prévoyance et de secours, organisées conformément aux mœurs de chaque pays et destinées à garantir l'ouvrier mineur et sa famille contre les effets de la maladie, des accidents, de l'invalidité prématurée, de la vieillesse et de la mort, institutions qui sont propres à améliorer le sort du mineur et à l'attacher à sa profession, soient de plus en plus développées;
e) que, dans le but d'assurer la continuité de la production du charbon, on s'efforce de prévenir les grèves. L'expérience tend à prouver que le meilleur moyen préventif consiste à ce que les patrons et les mineurs s'engagent volontairement, dans tous les cas où leurs différends ne pourraient pas être résolus par une entente directe, à recourir à la solution par l'arbitrage.

### Règlement du travail du dimanche
1° Il est désirable, sauf les exceptions et les délais nécessaires dans chaque pays :
a) qu'un jour de repos par semaine soit assuré aux personnes protégées;
b) qu'un jour de repos soit assuré à tous les ouvriers de l'industrie;
c) que ce jour de repos soit fixé au dimanche pour les personnes protégées;
d) que ce-jour de repos soit fixé au dimanche pour tous les ouvriers de l'industrie.
2° Des exceptions sont admissibles :
a) à l'égard des exploitations qui exigent la continuité de la production pour des raisons techniques ou qui fournissent au public des objets de première nécessité, dont la fabrication doit être quotidienne;
b) À l'égard des exploitations qui, par leur nature, ne peuvent fonctionner que dans des saisons déterminées ou qui dépendent de l'action irrégulière des forces naturelles.
Il est désirable, que, même dans les établissements de cette catégorie, chaque ouvrier ait un dimanche libre sur deux.
3° Dans le but de déterminer les exceptions à des points de vue similaires, il est désirable que leur réglementation soit établie par suite d'une entente entre les différents gouvernements.

### Règlement du travail des enfants
Il est désirable :
1° Que les enfants des deux sexes n’ayant pas atteint un certain âge soient exclus du travail dans les établissements industriels;
2° Que cette limite d'âge soit fixée à 12 ans, sauf pour les pays méridionaux où cette limite serait de 10 ans;
3° Que ces limites d'âge soient les mêmes pour tout établissement industriel et qu'il ne soit admis sous ce rapport aucune différence;
4° Que les enfants aient préalablement satisfait aux prescriptions concernant l'instruction primaire;
5° Que les enfants au-dessous de 14 ans révolus ne travaillent ni la nuit, ni le dimanche;
6° Que leur travail effectif ne dépasse pas 6 heures par jour et soit interrompu par un repos de une demi-heure au moins
7° Que les enfants soient exclus des occupations insalubres ou dangereuses ou n'y soient admis que sous certaines conditions protectrices.

### Règlement du travail des jeunes ouvriers
Il est désirable :
1° Que les jeunes ouvriers des deux sexes de 14 à 16 ans ne travaillent ni la nuit, ni le dimanche.
2° Que leur travail effectif ne dépasse pas 10 heures par jour et soit interrompu par des repos d'une durée totale de une heure et demie au moins;
3° Que des exceptions soient admises pour certaines industries;
4° Que des restrictions soient prévues pour les occupations particulièrement insalubres ou dangereuses;
5° Qu'une protection soit assurée aux jeunes garçons de 16 à 18 ans en ce qui concerne :
a. Une journée maxima de travail;
b. Le travail de nuit;
c. Le travail du dimanche;
d. Leur emploi dans les occupations particulièrement insalubres ou dangereuses.

### Règlement du travail des femmes
Il est désirable : 
1° a. Que les filles et les femmes de 16 à 21 ans ne travaillent pas la nuit;
b. Que les filles et les femmes de plus de 21 ans ne travaillent pas la nuit;
2° Que leur travail effectif ne dépasse pas 11 heures par jour et qu'il soit interrompu par des repos d'une durée totale de une heure et demie au moins;
3° Que des exceptions soient admises pour certaines industries;
4° Que des restrictions soient prévues pour les occupations particulièrement insalubres ou dangereuses;
5° Que les femmes accouchées ne soient admises au travail que 4 semaines après leur accouchement.

### Mise a exécution des dispositions adoptées par la conférence
1° Pour le cas où les Gouvernements donneraient suite aux travaux de la Conférence, les dispositions suivantes se recommandent :
a. L'exécution des mesures prises dans chaque État sera surveillée par un nombre suffisant de fonctionnaires spécialement qualifiés, nommés par le Gouvernement du pays et indépendants des patrons, aussi bien que des ouvriers;
b. Les rapports annuels de ces fonctionnaires, publiés par les Gouvernements des divers pays, seront communiqués par chacun d'eux aux autres Gouvernements;
c. Chacun de ces États procédera périodiquement et, autant que possible, dans une forme semblable, à des relevés statistiques, quant aux questions visées clans les délibérations de la Conférence;
d. Les États participants échangeront entre eux ces relevés statistiques, ainsi que le texte des prescriptions émises par voie législative ou administrative et se rapportant aux questions visées dans les délibérations de la Conférence;
2° II est désirable que les délibérations des États participants se renouvellent, afin que ceux-ci se communiquent réciproquement les observations que les suites données aux délibérations de la présente Conférence auront suggérées, et afin d'examiner l'opportunité de les modifier ou de les compléter.
Les Soussignés soumettront ces vœux à leurs Gouvernements respectifs sous les réserves et avec les observations faites dans les séances du 27 et du 28 mars et reproduites dans les procès-verbaux de ces séances.
Fait à Berlin, le vingt-neuf mars de l'an mil huit cent quatre-vingt-dix, en un seul exemplaire, qui sera déposé clans les archives du Gouvernement impérial d'Allemagne et dont une copie légalisée sera remise, par la voie diplomatique, à chaque Gouvernement représenté à la Conférence ».

## La Conférence, jugée par la presse française de 1890
Dans le quotidien Le Temps, avant la Conférence :

« Ce n'est pourtant pas qu'il se fasse plus d'illusion que M. Jules Simon sur le résultat pratique de la conférence. M. Paul Leroy Beaulieu n'y voit qu'une réunion philanthropique destinée à prendre des résolutions purement humanitaires et d'ailleurs platoniques par exemple, la protection du travail de l'enfance, des filles et des femmes; il approuverait assez que, sans rendre le repos du dimanche obligatoire, ce qui est impossible avec nos mœurs et nos institutions, on s'engageât à ne pas faire travailler ce jour-là pour le compte de l'Etat ou des communes, (...). Quant à la réduction de la journée de travail à huit heures, l'empereur d'Allemagne y a renoncé en présence de l'impossibilité de la faire accepter par les autres puissances. Dès lors, le côté le plus hardi de son initiative a disparu, et il ne peut pas en attendre de grands effets.
En somme, il y a aujourd'hui unanimité pour reconnaître que la conférence va se poursuivre dans des conditions absolument inoffensives, et on se demande quel péril toute la bonne volonté boulangiste ou réactionnaire y pourra découvrir. Le refus de la Russie d'y participer? Mais elle n'a pas été invitée par la double raison qu'elle n'a pas d'industrie organisée et que son état social a un caractère particulier sans analogie avec celui des autres contrées de l'Europe. Cette fois encore, on pourra dire beaucoup de bruit pour rien. »

Dans le quotidien Le Temps, après la Conférence :

« Bien qu'aucune action légale de toutes les nations représentées sur l'une quelconque d'entre elles n'ait été et ne pût être nettement déterminée, il est certain qu'une action morale résultera de l'échange de vues qui a eu lieu. C'est ce qui explique l'attitude gardée par les délégués des Etats dont la législation est la plus éloignée des desiderata exprimés dans la conférence. (...) La conférence avait un caractère mixte, et même un triple ou quadruple caractère. Technique et scientifique par la méthode et le cadre où elle devait se renfermer, elle était économique et sociale par son objet, politique par quelques-unes des causes de sa convocation, juridique comme point de départ possible d'un ordre de législation nouveau. Au point de vue technique, elle a été utile et intéressante; au point de vue économique, elle n'a rien innové, respectant la liberté de l'ouvrier adulte, bornant le droit de l'Etat au droit non contesté de protection sur les enfants et les jeunes gens, au droit justifiable de protection sur les femmes; au point de vue social, elle n'a rien guéri; au point de vue politique, elle n'a paré à rien au point de vue juridique, elle n'a posé qu'une amorce pour l'avenir, si même elle en a posé une. »